# Forzanove
I Forzanove sono stati un gruppo musicale rock italiano, formatosi a Venezia nel 1979.
Tramite Top Records, una piccola etichetta discografica milanese, pubblicarono il 7" Fermatevi un po' nel 1980, a cui fece seguito l'anno successivo l'album Autoanalisi, accompagnato dal singolo omonimo.

Dopo una serie di concerti tra cui delle aperture a Matia Bazar e Marco Ferradini nel 1982 il gruppo si sciolse.

## Formazione
- Claudio Causin - chitarra e voce
- Piero Bianco - basso e voce
- Mauro Pascal - tastiere
- Maurizio Bovo - batteria

## Discografia

### 33 giri
- 1981 - Autoanalisi  (Top Records, TLP 202)

### 45 giri
- 1980 - Fermatevi un po' (Top Records, TP 1012)
- 1981 - Autoanalisi (Top Records, TP 1014)
- 1981 - Avessi un paio d'ali/Lo specchio (Top Records, TP 1016)